# Iker Álvarez
Iker Álvarez de Eulate Molne (* 25. Juli 2001 in Andorra la Vella) ist ein andorranischer Fußballtorhüter, der aktuell beim FC Villarreal B in der Segunda División spielt.

## Karriere

### Verein
Álvarez begann seine fußballerische Ausbildung bei Mannschaften in Andorra wie dem Inter Club d’Escaldes, ENFAF, dem FC Andorra, aber auch bei Clubs in Spanien, wie Gimnàstic de Manresa oder dem CD Roda. Im Sommer 2019 wechselte er dann zum FC Villarreal, wo er bis 2021 zunächst in der C-Mannschaft in der Tercera División spielte und 29 Einsätze bekam.
Ab November 2020 war Álvarez dann Teil des B-Kaders. Im Mai 2021 bekam er seinen ersten Einsatz in der Aufstiegphase der Segunda División B. In dieser Saison stand er außerdem erstmals auch im Kader der A-Mannschaft. In der Saison 2021/22 absolvierte er 20 der 40 Spiele in der Primera Federación RFEF und schaffte mit seiner Mannschaft den Aufstieg in die Segunda División. Am dritten Spieltag der Folgesaison debütierte er  in seinem ersten Profispiel gegen den FC Granada.

### Nationalmannschaft
Álvarez absolvierte je acht Partien für die U17- und die U19-Mannschaft sowie 11 Partien für das U21-Team Andorras. Alle Spiele waren Teil der jeweiligen EM-Qualifikation.
Im März 2021 feierte Álvarez gegen Polen im Rahmen der WM-Qualifikation 2022 sein Debüt für die A-Nationalmannschaft. Er bestritt im Laufe der Qualifikation drei weitere Spiele und wurde in der UEFA Nations League 2022/23 insgesamt dreimal eingesetzt.

## Erfolge
Villarreal B
- Aufstieg in Segunda División: 2022

Villarreal
- Sieg in der UEFA Europa League: 2021 (ohne Einsatz)

## Familie
Iker Álvarez ist der Sohn des ehemaligen Fußballprofis Koldo Álvarez, der 78 Spiele für die Andorranische Nationalmannschaft absolvierte und diese seit 2010 trainiert.